# Taiwanaphis randiae
Taiwanaphis randiae är en insektsart. Taiwanaphis randiae ingår i släktet Taiwanaphis och familjen långrörsbladlöss. Inga underarter finns listade i Catalogue of Life.